# Roberto Busa
Roberto Busa (ur. 13 listopada 1913 w Vicenzy, zm. 9 sierpnia 2011) – włoski ksiądz katolicki należący do Zakonu Jezuitów. Busa był pionierem zastosowania informatyki oraz językoznawstwa korpusowego do analiz literatury, w szczególności do analizy dzieł pisarzy chrześcijańskich. Pierwszym efektem było opracowanie pism św. Tomasza z Akwinu, tzw. Corpus Tomisticum. Przyczynił się do zdefiniowania wielu terminów informatycznych, w tym pojęcia „hiperłącze”.
W latach od 1995 do 2000 wykładał sztuczną inteligencję oraz robotykę na Politechnice w Mediolanie. Wykładał też na Katolickim Uniwersytecie Najświętszego Serca w Mediolanie.
W 2005 roku prezydent Włoch Carlo Azeglio Ciampi odznaczył go Orderem Zasługi Republiki Włoskiej.